# 冼憲祖
冼憲祖（1583年—?年），字懋章，號翼周，廣東廣州府順德縣民籍南海縣人，明朝政治人物。

## 生平
庚子廣東鄉試第七十二名舉人，萬曆三十八年（1610年）庚戌科會試三十四名，第二甲第二百名進士。吏部觀政，丁憂。四十一年癸丑，授大理寺評事，四十四年丙辰陞寺副，四十五年丁巳陞刑部員外，四十六年戊午陞湖廣武昌府知府。改江西建昌府知府，天启六年（1626年）十二月升本省按察司副使、湖东道。

## 家族
曾祖冼堯賓，官生；祖冼敏脩，壽官；父冼龍；母勞氏。慈侍下；兄敬祖（廩生）；述祖。